# Maude Edwards

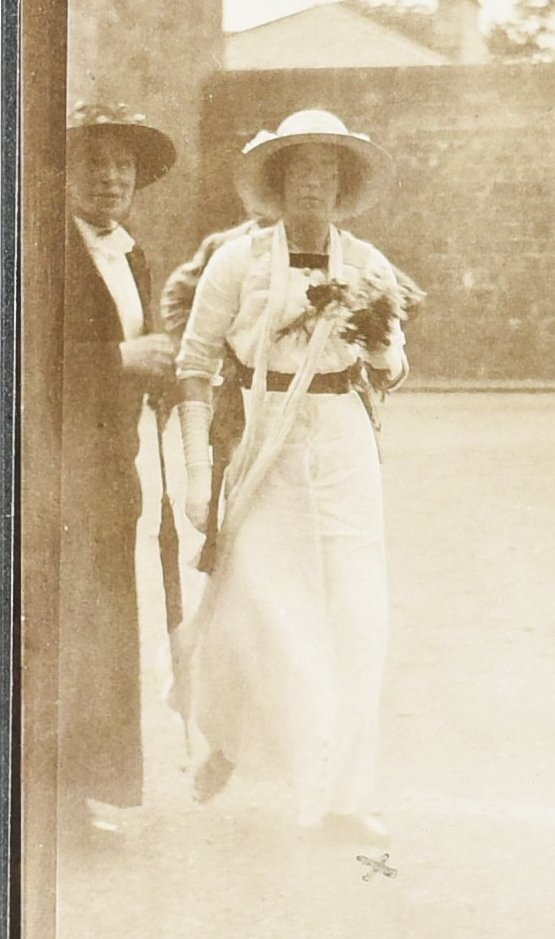
Maude Edwards, 1910er Jahre

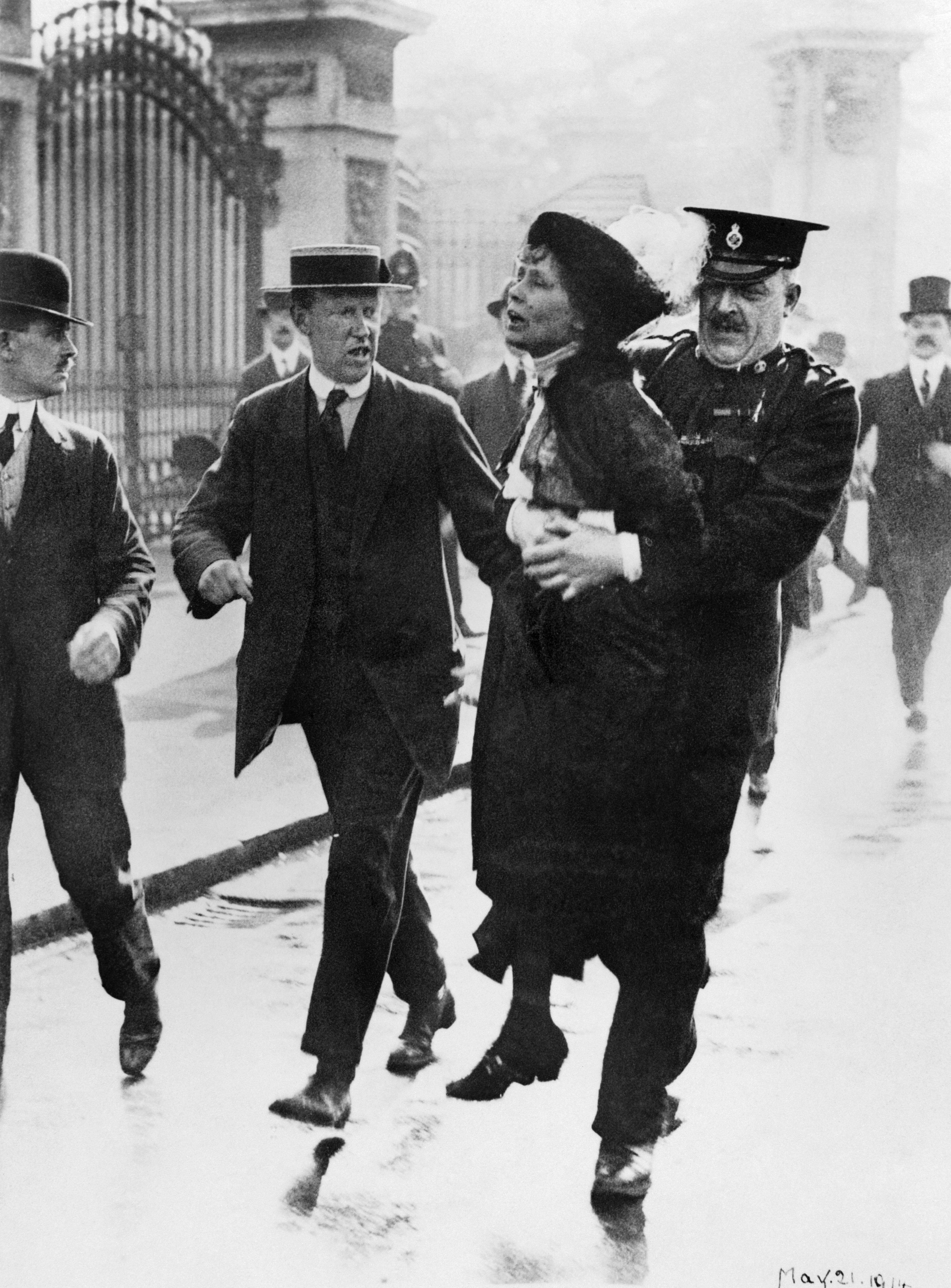
Verhaftung Emmeline Pankhursts am 21. Mai 1914 vor dem Buckingham Palace

Maude Edwards (Lebensdaten unbekannt) war eine schottisch-britische Suffragette. 1914 beschädigte sie in einer gewalttätigen Protestaktion John Laverys Porträt von König Georg V. in der Royal Scottish Academy in Edinburgh, wurde dafür im Perth Prison inhaftiert, trat in den Hungerstreik und wurde trotz einer Herzerkrankung zwangsernährt.
Während über Edwards Leben praktisch nichts bekannt ist, ist der Vorfall sehr gut dokumentiert.
Seit Anfang 1913 hatten militante Suffragetten mehrfach versucht, König Georg V. auf die Frage des Frauenwahlrechts aufmerksam zu machen.  Doch der König ließ sich nicht dazu bewegen, die Argumente der Suffragetten anzuhören. Am 21. Mai 1914 wurde Emmeline Pankhurst bei dem Versuch, dem König eine Petition zu überreichen, vor dem Buckingham Palace erneut verhaftet und abgeführt. Anwesende Fotografen hielten die sich wehrende Frauenrechtlerin in den Armen des Superintendenten Rolfe im Bild fest. Während ihres Abtransports soll sie “Arrested at the gates of the Palace. Tell the King!” ausgerufen haben, wie The Suffragette anschließend berichtete.
Edwards Anschlag auf das Porträt des Königs war eine direkte Reaktion auf Pankhurts Scheitern.
Das Porträt von John Lavery, A Portrait Study of the King for The Royal Family at Buckingham Palace, stammte aus dem Jahr 1913 und war vom König selbst genehmigt worden. Es hing im „Great Room“ der Royal Scottish Academy in Edinburgh auf einer speziellen Leinwand, die mit einem vergoldeten Vorhang und einer Krone geschmückt war. Edwards, die als „schäbig gekleidete Frau“ in einem Mantel beschrieben wurde, hatte zunächst andere Zuschauer vertrieben, in dem sie mit übergroßem Interesse durch „eine dicke Brille“ auf die Bilder schaute. Sie grifff dann das Porträt vor aller Augen mit einem Hackbeil an und schlug „in die linke Brust und unmittelbar darunter, wo die Medaillen und Orden des Königs angebracht sind“ ein. Moderne Bewertungen stufen den Angriff daher ein, als „das glaubwürdigste Beispiel für einen Angriff, der unternommen wurde, um symbolisch persönlichen Schaden anzurichten […] der heftigste Protest, den sie hatte begehen können, ohne die Grenze zum tatsächlichen Blutvergießen zu überschreiten. Die Tatsache, dass ihr Beilschlag auf den Brustbereich des Bildes gerichtet war, ist vielleicht ein Hinweis auf ihre Absichten.“
Edwards erklärte später, es habe „eine Menge Nerven gekostet, so etwas zu tun“.
Maude Edwards wurde vor einem Geschworenengericht in Edinburgh (Edinburgh Sheriff Court) angeklagt. Die Anklage lautete: […] you are indicted at the instance of the Right Honourable Robert Munro, his Majesty’s Advocate, and the charge against you is that on 23rd May 1914, in the Royal Scottish Academy Gallery, The Mound, Edinburgh, you did wilfully and maliciously strike and cut with a hatchet and damage a Portrait of His Majesty King George the Fifth, by John Lavery R S A.
Die Verhandlungen waren turbulent. Im Edinburgh Evening Dispatch wurde unter der Überschrift Stormy Court Scenes – Extraordinary Proceedings at Edinburgh Trial – Suffragette Senctenced berichtet:

„Extraordinary scenes were witnessed in Edinburgh Sheriff Court to-day […] The accused immediately on being put into the dock commenced a running fire of commentary on the Court procedure, which she kept up during the course of the trial, which lasted for twenty minutes. Over a score of police were on duty in various parts of the Court, while a similar number of plain clothes constables were also prepared for eventualities. On entering the Court loud applause from a large number of suffragettes, who occupied the Court, greeted the accused, while cheers were raised on her name being called. […] When asked to answer the indictment, […] the accused shouted to his Lordship, „I will not be tried. I am not going to listen to you or anyone whatever.““

„Heute spielten sich vor dem Sheriff-Gericht in Edinburgh außergewöhnliche Szenen ab [...] Die Angeklagte begann sofort nach ihrem Eintreffen auf der Anklagebank mit Kommentaren zum Gerichtsverfahren, die sie während der zwanzigminütigen Verhandlung aufrechterhielt. Mehr als ein Dutzend Polizisten waren in verschiedenen Teilen des Gerichts im Einsatz, und eine ähnliche Anzahl von Polizisten in Zivil war für eventuelle Zwischenfälle bereitgestellt. Beim Betreten des Gerichtssaals wurde die Angeklagte von einer großen Zahl von Suffragetten, die den Saal besetzt hielten, mit lautem Beifall begrüßt, und beim Aufrufen ihres Namens wurde gejubelt. [...] Als sie aufgefordert wurde, auf die Anklageschrift zu antworten, […]  rief die Angeklagte seiner Lordschaft zu: „Ich werde nicht vor Gericht gestellt. Ich werde weder auf Sie noch auf irgendjemanden sonst hören.““

Der Gerichtssaal wurde geräumt, und eine Reihe der Suffragetten im Saal musste gewaltsam verwiesen werden, wobei sie beim Verlassen des Saals „lautstarken Beifall“ ernteten. Grace Cadell leistete zum Beispiel laut Presseberichten so heftigen Widerstand, dass drei Polizeibeamte erforderlich waren, um sie zu entfernen.
Als sich das Gericht schließlich geleert hatte, unterbrach Edwards erneut den Richter mit den Worten: „Eines Tages werden wir über Sie zu Gericht sitzen. Dies ist nichts anderes als eine Star Chamber. Was ist mit Arabella Scott? Warum wird sie zwangsernährt? Ich werde den ganzen Tag reden, und das wird Ihnen gut tun.“ Sie störte lautstark weiter, so dass die Zeugen ihre Aussagen dicht neben den Geschworenen machen mussten, um verstanden zu werden. Als der Fall für die Verteidigung aufgerufen wurde, wurde Edwards gefragt, ob sie Zeugen für ihre Verteidigung habe. Sie antwortete, dass sie keine habe und dass sie selbst als Zeugin ausreiche. Sie wurde schuldig gesprochen und zu einer  dreimonatigen Haftstrafe verurteilt. Edwards rief in den Saal, das weder drei Monate noch fünfzig Jahre Haft für sie einen Unterschied machen würden. Sie wurde zunächst ins Calton Gaol, später dann aber am 3. Juli 1914 zur Verbüßung ihrer Haftstrafe ins Gefängnis von Perth überstellt.  Das Perth Prison war ein Gefängnis, in dem Suffragetten unter Führung des Arztes Hugh Ferguson Watson in seiner Funktion als Medical officer to the Scottish Prison Service zwangsernährt wurden.
Am nächsten Tag wurde sie vom Gefängnisarzt untersucht, der feststellte, dass sie sich in einem „etwas hysterischen Zustand“ befand. Ihr ärztliches Attest, in dem ihr eine Herzschwäche attestiert wurde, beachtete er nicht, da es von einer Ärztin ausgestellt worden war, die seiner Meinung nach die gegenwärtige Situation nicht beurteilen konnte. Edwards trat in den Hungerstreik, auch in der Erwartung, dass ihr ärztliches Attest sie vor Zwangsernährung bewahren würde. Am 5. Juli wurde Edwards über eine Sonde mit heißer, süßer Milch und Eiern zwangsernährt, und ihr Zustand wurde überwacht. Es wurden keine negativen Auswirkungen festgestellt, so dass sie weiter künstlich ernährt wurde. Fünf Tage später hatte sie von der Prozedur genug und reichte bei den Gefängniskommissaren einen handschriftlichen Antrag auf Freilassung gegen Wohlverhalten nach dem sogenannten Cat and Mouse Act ein: 

„I herewith beg to make an application to be liberated on licence on the understanding that I give an undertaking to refrain from militancy in the future. My special reason for making such an offer is the fact that the medical officer of the prison tells me that excitement is injurious to my health.“

„Hiermit beantrage ich die Freilassung auf Bewilligung unter der Bedingung, dass ich mich verpflichte, in Zukunft von militanten Handlungen Abstand zu nehmen. Mein besonderer Grund für dieses Gesuch ist die Tatsache, dass der Gefängnisarzt mir sagt, dass Aufregung meiner Gesundheit schadet.“

Edwards wurde am 14. Juli 1914 entlassen. Sie erhielt wahrscheinlich wie viele andere Suffragetten von der WSPU die sogenannte Hungerstreik-Medaille For Valour.
Ihr weiteres Schicksal ist unbekannt. Im Juni 1914 hatte der Erste Weltkrieg begonnen und am 4. August erklärte das Vereinigte Königreich Deutschland den Krieg. Die WSPU kündigte einen Waffenstillstand bei militanten Aktionen an, und der Staatssekretär von Schottland kündigte am 10. August die Minderung aller in schottischen Gerichten verhängten Suffragettenstrafen an; das dürfte Edwards eingeschlossen haben.
Die Geschichte der vier Suffragetten, die im Gefängnis von Perth inhaftiert waren, neben Edwards Arabella Scott, Frances Gordon und Frances Parker, und des Arztes Ferguson-Watson, der sie zwangsernährte, wurde von Ajay Close in ein Theaterstück mit dem Titel Cat and Mouse verarbeitet.

## Weitere Literatur
- Elizabeth Crawford: The Women's Suffrage Movement in Britain and Ireland: A Regional Survey. Routledge, London 2013, ISBN 978-1-136-01062-0.
- Leah Leneman: A guid cause: the women’s suffrage movement in Scotland. Mercat Press, Edinburgh 1991, ISBN 1-873644-48-5.